# Emily Osment
Emily Jordan Osment (født 10. marts 1992 i Los Angeles, Californien) er en amerikansk skuespiller og sanger. Hun er bedst kendt for sine roller som Gerti Giggles i Spy Kids, Lilly Truscott i tv-serien Hannah Montana og som Mandy i tv-serienYoung Sheldon samt spinoff tv-serien Georgie & Mandy's First Marriage.

## Personlige forhold
Osment er lillesøster til skuespiller Haley Joel Osment. Osments far, Eugene, er ligeledes skuespiller.
Osment er nær veninde med Miley Cyrus.

## Karriere
Osment startede sin skuespillerkarriere ved at optræde i reklamer.

## Filmografi

### Film
| År   | Film                                               | Rolle                         | Noter      |
| ---- | -------------------------------------------------- | ----------------------------- | ---------- |
| 2011 | Cyberbully                                         | Taylor Hillridge              | Hovedrolle |
| 2009 | Hannah Montana: The Movie                          | Lilly Truscott/Lola Luftnagle | Hovedrolle |
| 2008 | Soccer Mom                                         | Becca                         | Hovedrolle |
| 2008 | Dadnapped                                          | Melissa Hamilton              | Tv-film    |
| 2007 | The haunting hour Volume One: Don't Think About It | Cassie Keller                 | Tv-film    |
| 2006 | Holidaze: The Christmas That Almost Didn't Happen  | Trick (stemme)                | Tv-film    |
| 2005 | Lilo & Stitch 2: Stitch Has a Glitch               | Ekstra stemmer                | Film       |
| 2003 | Spy Kids 3-D: Game Over                            | Gerti Giggles                 | Film       |
| 2002 | Spy Kids 2: Island of Lost Dreams                  | Gerti Giggles                 | Film       |
| 2000 | Edward Fubbwupper Fibbed Big                       | Stemmer                       | Film       |
| 1999 | Sarah, Plain and Tall: Winter's End                | Cassie Witting                | Film       |
| 1999 | The Secret Life of Girls                           | Miranda Aiken                 | Film       |

### Tv
| År        | Tv-serie                           | Rolle                          | Noter                            |
| --------- | ---------------------------------- | ------------------------------ | -------------------------------- |
| 2006-2011 | Hannah Montana                     | Lilly Truscott/Lola Luffnangle | Hovedrolle siden 24. marts, 2006 |
| 2010–nu   | Kick Buttowski: Suburban Daredevil | Kendall Perkins                | Tilbagevendende Rolle, Stemme    |
| 2013      | Two and a Half Men                 | Ashley                         | Et afsnit                        |

### Gæsteoptrædener
| År   | Titel                                | Rolle                           | Noter                                  |
| ---- | ------------------------------------ | ------------------------------- | -------------------------------------- |
| 2008 | The View                             | Gæst                            |                                        |
| 2008 | Film '72                             | Gæst                            | Sendt 22. januar 2008                  |
| 2008 | Mother Goose Parade                  | Gæst                            | Optrådte med komedie sketch            |
| 2007 | Disney Channel Games 2007            | Sig selv                        | Gult hold                              |
| 2007 | Shorty McShorts' Shorts              | Som Kelly og høje stinkdyrspige | Stemme                                 |
| 2007 | Live with Regis and Kelly            | Gæst                            |                                        |
| 2007 | Jimmy Kimmel Live!                   | Gæst                            | Sendt den 5. september 2007            |
| 2007 | The Ellen DeGeneres Show             | Gæst                            | Sendt den 11. oktober 2007             |
| 2007 | The View                             | Gæst                            | Sendt den 2. august 2007               |
| 2006 | Disney Channel Games 2006            | Sig selv                        | Grønt hold                             |
| 2006 | The Suite Life of Zack & Cody        | Lilly Truscott/Lola             | That's So Suite Life of Hannah Montana |
| 2006 | "100 Greatest Teen Stars"            | Sig selv                        | Arkivoptagelser                        |
| 2006 | SoapTalk                             | Sig selv                        | Gæst                                   |
| 2005 | Child Stars II: Growing Up Hollywood |                                 | ATM biografi/Arkivoptagelser           |
| 2001 | Friends                              | Lelani Mayolanofavich           | The One with the Halloween Party       |
| 2000 | Touched by an Angel                  | Alyssa                          | With God as My Witness                 |
| 1999 | 3rd Rock from the Sun                | Dahlia                          | Dick, Who's Coming to Dinner           |
| 1999 | Cast and Crew                        | Sig selv                        | Arkivoptagelser                        |